# Marczali Henrik
Marczali Henrik, születési és 1875-ig használt nevén Morgenstern Henrik (Marcali, 1856. április 3. – Budapest, 1940. július 21.) zsidó származású magyar történetíró, egyetemi tanár, a Magyar Tudományos Akadémia levelező tagja (1893).

## Életpályája
Alsóbb iskoláit apja vezetése mellett, magántanulóként otthon, középiskoláit Győrött és Pápán (a Pápai Református Kollégiumban) végezte. 1870-ben a Budapesti Tudományegyetemen a bölcsészeti tanfolyam hallgatói közé iratkozott be, 1875–1878 között külföldi egyetemeken tanult (először Berlinben, majd Párizsban, 1878).
Hazatérése után a budapesti tanárképző intézet gyakorló gimnáziumában magántanárrá, majd 1880-ban rendes tanárrá nevezték ki. A Magyar Tudományos Akadémia 1893. május 12-én választotta levelező tagjává. 1895. február 14-étől a Magyar Történelmi Társulat igazgató választmányi tagja volt. Ugyanebben az évben a Budapesti Tudományegyetemen az Árpád-kori magyar történet nyilvános rendes tanárává nevezték ki.
Mint szaktudós az Árpád-kori és az újabbkori magyar történetet és világtörténetet választotta tanulmánya tárgyául. A Pallas nagy lexikona cikkírója volt a magyar történelem újabbkori részéről. 1898-tól szerkesztette és újkori részében írta a Nagy képes világtörténet című sorozatot. Politikai állásfoglalása miatt, a Magyarországi Tanácsköztársaság bukása után egy időre szabadságolták, majd 1924-ben végkielégítéssel elbocsátották. Később tagja lett a lengyel–magyar kapcsolatok ápolását célul tűző Magyar Mickiewicz Társaságnak. Halálát végelgyengülés, dülmirigytúltengés okozta. Felesége Schmiedl Laura volt.
Elsőnek dolgozta fel részletesebb munkákban hazánk 18. századi történelmét.

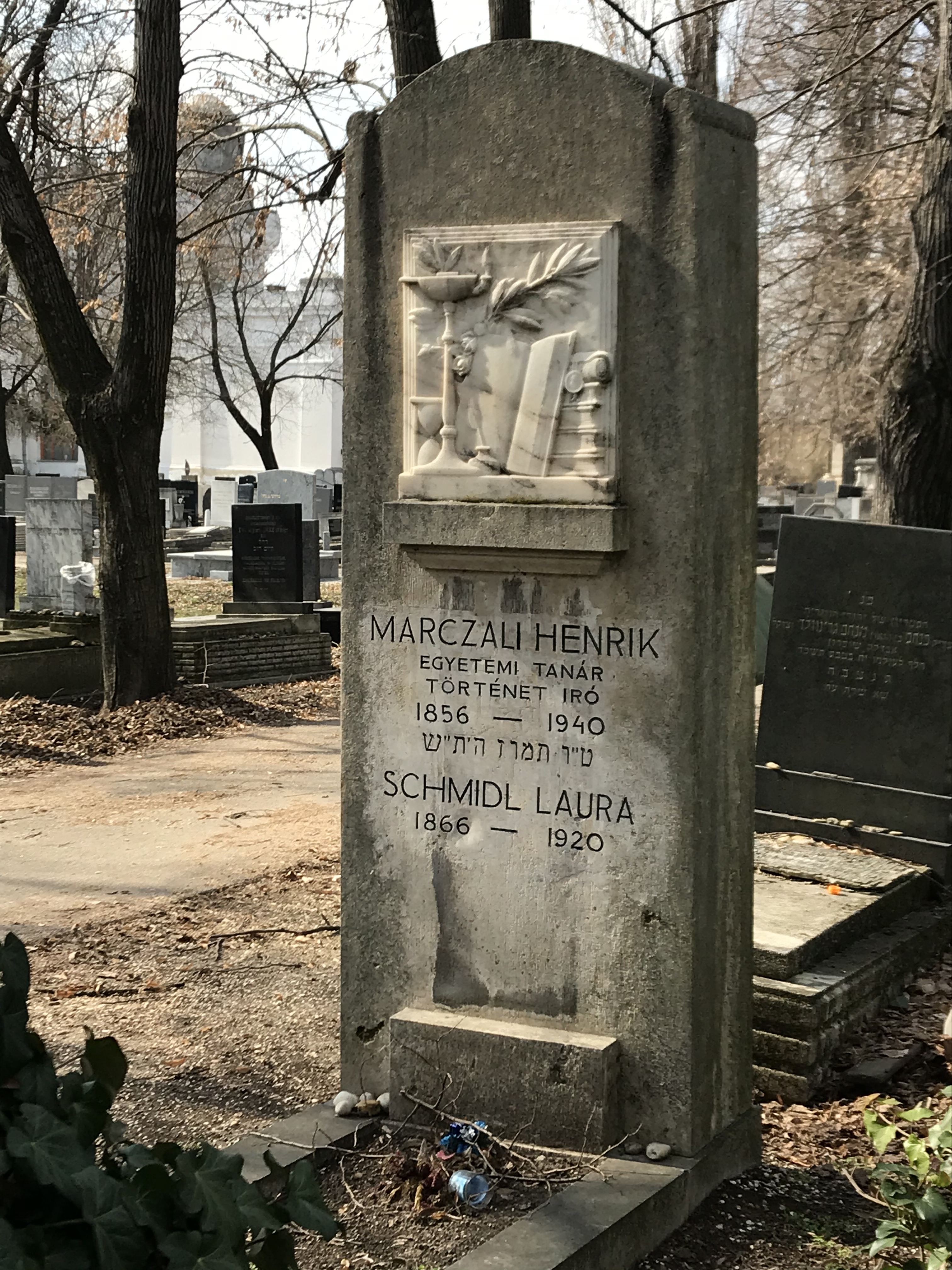
Marczali Henrik sírja Budapesten. Kozma utcai izraelita temető: 5B-10-1.

## Családja
Szülei Marczali (Morgenstern) Mihály (1824–1889) rabbi és Freyer Rozália (1831–1906). Leánya, May Frigyesné Marczali Erzsébet (1885–1937) költő, műfordító. Unokája, May István János (1915–1996) irodalomtörténész.

## Emlékezete
Sírja Budapesten a Kozma utcai izraelita temetőben található. (Parcella, Szakasz, Sor, Sír: 5/B, N/A, 10, 1) 

## Művei
- A földrajzi viszonyok befolyása Magyarország történetére (Budapest, 1874. Különnyomat a Földrajzi Közleményekből)
- A magyar történet kútfői az Árpádok korában (Budapest, 1880, REAL-EOD németül Berlin, 1882 REAL-EOD)
- Regesták a külföldi levéltárakból (1882. Különlenyomat a Történelmi Tárból
- Gr. Pálffy Miklós főkancellár emlékiratai (Budapest 1884. Ért. tört. XI. 9.)
- Magyarország története II. József korában (3 köt., Budapest, 1882–88. 1–2. köt., 2. kiad. 1885–88)
- Az ujkor története I.–III. (1883–1885, a Ribáry–Molnár–Marczali-féle Világtörténelem részeként)
- Mária Terézia (Budapest, 1891. Magyar Történelem Életrajzokban)
- A legújabb kor története 1825–1880 (Budapest, 1892); Online
- A magyar állam ismertetése (Budapest, 1892)
- Anonymus iskolai kiadása (1892)
- Magyarország története iskolák használatára (Budapest, 1894)
- Magyarország a királyság megalapításáig és Magyarország története az Árpádok korában (Budapest, 1895–96. A Szilágyi Sándor szerkesztésében megjelenő Millenniumi magyar történet 1–2. köt.)
- Magyarország története a szatmári békétől a bécsi congressusig (1711-1815) (Budapest, 1898)
- Gróf Bánffy Dénes emlékiratai az 1848. évi forradalomról (Közzéteszi: Marczali Henrik, Budapesti Szemle, 1889)
- Nagy képes világtörténet. (Budapest, 1898–1905)
- Az Árpádok és Dalmácia (Budapest, 1898)
- A magyar történet kútfőinek kézikönyve (Angyal Dávid és Mika Sándor társaságában szerk., Budapest, 1901)
- A nemzetiség történetbölcseleti szempontból (Budapest, 1905)
- Az 1790–1791. országgyűlés (I–II., Budapest, 1907)
- Hungary in the Eighteenth Century (Cambridge, 1910)
- Ungarische Verfassungsgeschichte (Tübingen, 1910)
- Ungarisches Verfassungsrecht (Tübingen, 1911)
- Magyarország története (Budapest, 1911)
- Világpolitika és világgazdaság (Budapest, 1918)
- Cobden történeti jelentősége (Budapest, 1921)
- Hogyan készült a nagy háború? (Budapest, 1923)
- A katonai Mária Terézia-rend körül (Budapest, 1934)
- Erdély története (Budapest, 1935)

### Halála után
- Világtörténelem – magyar történelem (Vál.: Gunst Péter; Budapest, 1982)